# Ускенбаев, Ануар Ауезович
Ускенбаев, Ануар Ауезович (каз. Әнуар Әуезұлы Өскенбаев (род. 26 февраля 1976, Джамбул, Джамбульская область, Казахская ССР) — казахстанский государственный служащий, общественный деятель, экс-аким Ауэзовского района города Алматы с 26 сентября 2018 года по 26 августа 2019 года, экс-руководитель центрального аппарата партии «Нур Отан» с 26 августа 2019 года по 11 мая 2020 года.

## Биография
Родился 26 февраля 1976 года в Джамбуле (сейчас Тараз).
С 2000 по 2001 годы работал в ТОО «КазФосфат-НПФЗ» сначала слесарем, затем инженером ОТиТБ. С 2002 по 2005 годы был юристом в ТОО «ЭмирProject».
С 2005 по 2007 годы — сотрудник Министерства индустрии РК (главный специалист, начальник отдела исковой работы). С 2007 по 2013 годы — сотрудник Счётного комитета по контролю за исполнением республиканского бюджета (главный эксперт, заведующий сектором, заведующий отдела).
С 2013 по 2015 годы руководил службой внутреннего аудита Центрального аппарата партии «Нур Отан».
В 2015 году назначен заместителем руководителя аппарата акима Алма-Аты. С 2016 года занимал должность руководителя Управления жилья и жилищной инспекции Алма-Аты.
С 26 сентября 2018 года по 26 августа 2019 года занимал должность акима Ауэзовского района Алма-Аты.
26 августа 2019 года назначен руководителем центрального аппарата партии «Нур Отан».

## Награды
- Медаль «За трудовое отличие» (Казахстан)
- Медаль «20 лет независимости Республики Казахстан»
- Медаль «25 лет независимости Республики Казахстан»